# Ellochotis ectocharis
Ellochotis ectocharis är en fjärilsart som beskrevs av László Anthony Gozmány. Ellochotis ectocharis ingår i släktet Ellochotis och familjen äkta malar. Inga underarter finns listade i Catalogue of Life.